# Даймонд, Кора
Кора Даймонд (Cora Diamond; род. 30 октября 1937, Нью-Йорк) — американский учёный-философ, занимающаяся философией языка, этикой и литературой, а также политической философией, специалист по Людвигу Витгенштейну и Фреге.
Эмерит-профессор Виргинского университета, член Американского философского общества (2007).  
Окончила с бакалаврскими степенями Суортмор-колледж и Оксфордский университет. После последипломного обучения в последнем, недолговременно преподавала в Университетском колледже Суонси и Сассекском университете. С 1963 по 1971 год преподавала этику в Абердинском университете, после чего перебралась в Виргинский университет, где заведовала кафедрой философии и являлась деканом, состояла в 1993—2002 годах именным профессором William R. Kenan Jr. Professor философии и в 1998—2002 годах. Университетским профессором философии, работала там до выхода на пенсию, там же и поныне эмерит-профессор. В 2016 году читала третью Georg Henrik von Wright Lecture Хельсинкского университета.

## Публикации
- Wittgenstein’s Lectures on the Foundations of Mathematics, Cambridge, 1939 (1976, редактор)
- Intention and Intentionality (1979, редактор вместе с Jenny Teichman[англ.])
- The Realistic Spirit: Wittgenstein, Philosophy, and the Mind (1991)
- L’immaginazione e la vita morale (2006)
- Rileggere Wittgenstein (2010, в соавторстве с James F. Conant[англ.])
- L’importance d’être humain (2011)